# Јевстатије Антиохијски
Свети Јевстатије Антиохијски је био архиепископ антиохијски у 4. веку. 
Био је велики ревнитељ и заштитник православља. Као такав нарочито се истакао на Првом Васељенском Сабору где је учено и разложито побијао учење Аријево. Са осталим Светим Оцима Евстатије исповедаше правилно да је Исус Христос као Син Божји раван Оцу и Духу Светом по божанском суштатству. По смрти цара Константина аријевци опет некако добију превагу, те почну љуто гонити православље. Св. Евстатије буде свргнут са свога престола и протеран најпре у Тракију а потом у Македонију. Преминуо је 345. године.
Српска православна црква слави га 21. фебруара по црквеном, а 6. марта по грегоријанском календару.